# 第3師団 (陸上自衛隊)
第3師団（だいさんしだん、JGSDF 3rd Division）は、陸上自衛隊の師団のひとつである。中部方面隊直轄の地域配備師団であり、司令部を兵庫県伊丹市の千僧駐屯地に置く。

## 概要
3個普通科連隊を基幹とし、地域配備師団に分類される。第3警備地区（滋賀県、京都府、大阪府、兵庫県、奈良県、和歌山県）近畿2府4県の防衛警備、災害派遣を任務とするほか、民生協力および国際貢献活動を行っている。師団司令部および指揮下の13個部隊は、京都府（福知山駐屯地、大久保駐屯地）、大阪府（信太山駐屯地、八尾駐屯地）、兵庫県（伊丹駐屯地、千僧駐屯地、姫路駐屯地）、滋賀県（今津駐屯地）の奈良県および和歌山県を除く近畿2府2県8個駐屯地に配置されている。奈良県には方面隊直轄の部隊も配置がなく陸上自衛隊の空白県となっている。
師団方針は、『武人の誇り』。

## 沿革

### 第3管区隊
警察予備隊
- 1950年（昭和25年）12月29日：警察予備隊第3管区総監部設置[2]。
- 1951年（昭和26年）
  - 1月12日：第3管区総監部が水島駐屯地から宇治駐屯地（旧陸軍火薬廠跡）に移転[2]。
  - 3月22日：第3管区総監部および同付隊が編成完結。
  - 4月20日：伊丹駐屯地開設に伴い、第3管区総監部が宇治駐屯地から伊丹駐屯地へ移駐[2]。
  - 5月1日：第3管区隊編成完結、当初の警備担当区域は三重・滋賀・京都・大阪・兵庫・奈良・和歌山・鳥取・島根・岡山・広島・香川・愛媛・高知[3]。

※編成（第3管区総監部、総監部付中隊（伊丹駐屯地）、第7連隊（水島駐屯地・福山駐屯地・舞鶴駐屯地）、第8連隊（広駐屯地・海田市駐屯地・米子駐屯地）、第9連隊（善通寺駐屯地・松山駐屯地）、第63連隊（姫路駐屯地）、第3施設大隊、第3武器中隊、第3補給中隊（善通寺駐屯地）、第3衛生大隊、第3通信中隊、第3偵察中隊（舞鶴駐屯地））。
- 8月16日：第3補給中隊が善通寺駐屯地から伊丹駐屯地へ移駐。
- 12月3日：第3管区総監部開庁式。第3衛生大隊、第3通信中隊、第3偵察中隊が舞鶴駐屯地から伊丹駐屯地へ移駐。

- 1952年（昭和27年）1月23日：千僧駐屯地開設により、第3施設大隊、第3武器中隊が善通寺駐屯地から移駐。

保安隊
- 1954年（昭和29年）
  - 1月10日：第3管区航空隊が浜松駐屯地に編成[2]。
  - 2月1日：第1管区隊の警備担当区域のうち、愛知、岐阜、富山、石川の警備を第1管区隊から移管[2]。

陸上自衛隊
- 1954年（昭和29年）
  - 7月1日：陸上自衛隊発足。第7・第8・第9連隊が第7・第8・第9普通科連隊に、第63連隊が第3特科連隊に称号変更。

※陸上自衛隊発足時の警備担当区域は富山、石川、福井、岐阜、愛知　三重、滋賀、京都、大阪、兵庫、奈良、和歌山、鳥取、島根、岡山、広島、徳島、香川、愛媛、高知。
- 9月10日：部隊新・改編。

1. 第15普通科連隊が善通寺駐屯地に新編。
2. 第3管区航空隊が第3航空隊に称号変更。
3. 管区隊の増置に伴い、警備担当区域は滋賀、京都、大阪、兵庫、奈良、和歌山、鳥取、島根、岡山、広島、徳島、香川、愛媛、高知となる。

- 9月30日：第9普通科連隊が東千歳駐屯地へ移駐し、第2管区隊隷下に編成替え。
- 10月5日：第3特車大隊が今津駐屯地において編成完結。

- 1957年（昭和32年）
  - 2月1日：第3管区総監直轄部隊として第10特科連隊が姫路駐屯地において編成完結。
  - 3月5日：第10特科連隊が姫路駐屯地から大久保駐屯地へ移駐。
- 1958年（昭和33年）6月26日：第10混成団新編により、第10特科連隊が同団隷下に編成替え。
- 1959年（昭和34年）
  - 4月1日：第3衛生大隊が大津駐屯地から伊丹駐屯地から移駐。
  - 12月20日：第3管区総監部が伊丹駐屯地から千僧駐屯地へ移駐[2]。
- 1960年（昭和35年）1月14日：方面管区制施行により中部方面隊が創隊し、中部方面総監に隷属。

1960年頃の主要編成
第7・第8・第15普通科連隊、第3特科連隊、第3特車大隊

### 第3師団
- 1962年（昭和37年）1月18日：第3師団が編成完結。警備担当区域は滋賀・京都・大阪・兵庫（淡路島除く）・奈良・和歌山[7] 。

1. 第3管区総監部は第3師団司令部に、第3特車大隊は第3戦車大隊に、第3偵察中隊は第3偵察隊に、第3通信中隊は第3通信大隊に、第3衛生大隊は第3衛生隊にそれぞれ称号変更。
2. 第7普通科連隊を母体に第36普通科連隊を伊丹駐屯地に、第37普通科連隊を信太山駐屯地に新編。
3. 第3対戦車隊を大津駐屯地に新編。
4. 第3輸送隊を千僧駐屯地に新編。
5. 第3航空隊が中部方面航空隊隷下に隷属替え。

※編成（師団司令部、師団司令部付隊、第7・第36・第37普通科連隊、第3特科連隊、第3戦車大隊、第3通信大隊、第3偵察隊、第3対戦車隊等）
1965年頃の主要編成
第7・第36・第37普通科連隊、第3特科連隊、第3戦車大隊
- 1970年（昭和45年）3月10日：師団改編（甲師団化：定員9,000名）に伴う隷下部隊の新改編。

1. 第45普通科連隊を大久保駐屯地に新編。
2. 第3特科連隊に第4特科大隊を姫路駐屯地に、第5特科大隊第12射撃中隊を今津駐屯地に新編。
3. 第3戦車大隊に第4戦車中隊を新編。
4. 第3武器隊が伊丹駐屯地から千僧駐屯地へ移駐。

- 1975年（昭和50年）8月1日：第3音楽隊を新編。

1990年頃の主要編成
第7・第36・第37・第45普通科連隊、第3特科連隊、第3戦車大隊
- 1991年（平成03年）3月29日：戦車北転事業の影響により第3戦車大隊第4戦車中隊を廃止。
- 1992年（平成04年）3月27日：第3師団の近代化改編。

1. 第7・第36・第37・第45普通科連隊を自動車化連隊に改編。
2. 第3武器隊、第3補給隊、第3輸送隊、第3衛生隊を統合し、第3後方支援連隊を千僧駐屯地に新編。
3. 第3特科連隊第6特科大隊を第3高射特科大隊として分離独立、師団直轄とする。
4. 第3偵察隊に電子偵察小隊を新編。
5. 第3師団司令部付隊に化学防護小隊を新編。

- 1994年（平成06年）3月27日：部隊廃止。

1. 第45普通科連隊（大久保駐屯地）を廃止。
2. 第3特科連隊第4特科大隊（姫路駐屯地）、第5特科大隊第12射撃中隊（今津駐屯地）を廃止。
3. 第3対戦車隊（大津駐屯地）を廃止。

- 1994年（平成06年）3月28日：第3師団の乙師団化改編。

1. 第7・第36・第37普通科連隊隷下に対戦車中隊を新編。
2. 中部方面航空隊から第3飛行隊を隷下に編入。
3. 第3施設大隊が千僧駐屯地から大久保駐屯地へ移駐。
4. 第3後方支援連隊衛生隊が大津駐屯地から千僧駐屯地へ移駐（23日）。

- 1995年（平成07年）1月：阪神・淡路大震災災害派遣（101日間）。
- 1996年（平成08年）3月29日：組織・部隊改編。

1. 第3師団司令部第4部長が第3後方支援連隊長との兼補を解除され独立。
2. 第3後方支援連隊武器隊（千僧駐屯地）が武器大隊に改編。

- 1997年（平成09年）1月：ナホトカ号重油流出事故に伴う災害派遣。
- 1998年（平成10年）
  - 4月5日：明石海峡大橋開通に伴い、淡路島の警備担当を第2混成団から第3師団に移管。
  - 7月：北方機動特別演習。
- 2000年（平成12年）7月：北方機動特別演習。
- 2002年（平成14年）1月：第13次UNDOF派遣輸送隊派遣。
- 2005年（平成17年）
  - 4月25日：JR福知山線脱線事故に伴う災害派遣
  - 4月26日：第3師団を基幹とする第6次イラク復興支援群が編成され、群長には第36普通科連隊長の鈴木純治1等陸佐が補せられる。
  - 6月16日：第7普通科連隊に軽装甲機動車（LAV）約20両が配備され、受領報告式が行なわれる。
- 2006年（平成18年）3月27日：即応近代化師団に改編[8]。

1. 各普通科連隊対戦車中隊および本部管理中隊管理整備小隊を廃止し、対戦車中隊を基幹として第5普通科中隊を新編。狙撃班を新編。
2. 第3特科連隊（姫路駐屯地：定員約1,300名）を第3特科隊（定員約500名）に縮小。主要装備の155ミリ榴弾砲 FH70は定数を45門から20門に縮小。
3. 第3戦車大隊第3戦車中隊を廃止｡
4. 後方支援体制の変換により武器大隊を廃止し、第1整備大隊、第2整備大隊に再編。
5. 第3師団司令部付隊化学防護小隊（定員約20名）を師団直轄部隊として、第3化学防護隊（定員約50名）に改編。化学防護車や除染車などの装備を増強。

- 2007年（平成19年）3月28日：第3化学防護隊が第3特殊武器防護隊に改編[9]。
- 2011年（平成23年）3月15日：東北地方太平洋沖地震に伴う災害派遣部隊として、約500人、200車両からなる第3師団生活支援隊を編成[10]。隊長には第3後方支援連隊長の黒丸逸朗1等陸佐が補せられる[10]。
- 2014年（平成26年）4月：第3特殊武器防護隊がNBC偵察車導入に伴い改編[9]。
- 2018年（平成30年）
  - 6月18日：大阪府北部地震の発生に伴い、12時に大阪府知事から第3師団長に対して給水支援に係る災害派遣要請があり、伊丹駐屯地第36普通科連隊・千僧駐屯地第3後方支援連隊から給水車を派遣[11][12]。
  - 6月26日、大阪府知事から撤収要請を受けて全ての活動を終了[11]。

2020年頃の主要編成
第7・第36・第37普通科連隊、第3特科隊、第3高射特科大隊、第3戦車大隊
- 2023年（令和05年）3月16日：地域配備師団に改編[13]。第3戦車大隊および第3偵察隊を廃止[14]・統合し、第3偵察戦闘大隊を今津駐屯地に新編[15][16]。
- 2024年（令和06年）3月21日：第3特科隊（姫路駐屯地）を廃止し、中部方面特科連隊本部・本部中隊・情報中隊・第1大隊に改組。

## 編成・駐屯地
編成
- 第3師団司令部
- 第7普通科連隊（5個普通科中隊基幹）
- 第36普通科連隊（5個普通科中隊基幹）
- 第37普通科連隊（5個普通科中隊基幹）
- 第3後方支援連隊
- 第3偵察戦闘大隊
- 第3高射特科大隊
- 第3施設大隊
- 第3通信大隊
- 第3飛行隊
- 第3特殊武器防護隊
- 第3師団司令部付隊
- 第3音楽隊

駐屯地
- 千僧駐屯地（兵庫県伊丹市）
  - 第3師団司令部および同付隊
  - 第3後方支援連隊
  - 第3通信大隊
  - 第3特殊武器防護隊
  - 第3音楽隊
- 福知山駐屯地（京都府福知山市）
  - 第7普通科連隊
- 伊丹駐屯地（兵庫県伊丹市）
  - 第36普通科連隊
- 信太山駐屯地（大阪府和泉市）
  - 第37普通科連隊
- 姫路駐屯地（兵庫県姫路市）
  - 第3高射特科大隊
- 今津駐屯地（滋賀県高島市）
  - 第3偵察戦闘大隊
- 大久保駐屯地（京都府宇治市）
  - 第3施設大隊
- 八尾駐屯地（八尾空港）（大阪府八尾市）
  - 第3飛行隊

## 主要幹部
| 官職名                     | 階級    | 氏名     | 補職発令日     | 前職                                                |
| -------------------------- | ------- | -------- | -------------- | --------------------------------------------------- |
| 第3師団長                  | 陸将    | 佐藤真   | 2023年03月30日 | 陸上自衛隊補給統制本部副本部長                      |
| 副師団長 兼 千僧駐屯地司令 | 陸将補  | 豊田龍二 | 2025年08月01日 | 富士教導団長                                        |
| 幕僚長                     | 1等陸佐 | 武本康博 | 2023年12月22日 | 陸上幕僚監部人事教育部人事教育計画課 予備自衛官室長 |
| 火力調整部長               | 1等陸佐 | 武宮慶喜 | 2024年03月21日 | 第3師団司令部付 ※2025年7月1日 1等陸佐昇任           |

| 代          | 氏名        | 在職期間                                                   | 出身校・期                           | 前職                                           | 後職                                                    |
| 第3管区総監 | 第3管区総監 | 第3管区総監                                                | 第3管区総監                          | 第3管区総監                                    | 第3管区総監                                             |
| ----------- | ----------- | ---------------------------------------------------------- | ------------------------------------ | ---------------------------------------------- | ------------------------------------------------------- |
| 01          | 大森寛      | 1950年12月29日 - 1954年06月30日 ※1951年02月16日 警察監昇任 | 東京帝国大学 昭和5年卒               | 1950年12月1日 警察監補任命 （大阪管区総監）    | 第1管区総監                                             |
| 02          | 金山國治    | 1954年07月01日 - 1957年03月11日                            | 東京帝国大学 昭和6年卒               | 保安隊幹部学校長                               | 陸上幕僚監部所属 （防衛研修所派遣） →1957年8月16日 退職 |
| 03          | 杉田一次    | 1957年03月12日 - 1959年07月31日                            | 陸士37期・ 陸大44期                  | 陸上自衛隊富士学校長 兼 富士駐とん地司令       | 東部方面隊準備本部長                                    |
| 04          | 長谷部清    | 1959年08月01日 - 1962年01月17日                            | 陸士40期・ 陸大47期                  | 第10混成団長                                   | 第3師団長                                               |
| 第3師団長   |             |                                                            |                                      |                                                |                                                         |
| 01          | 長谷部清    | 1962年01月18日 - 1962年07月31日                            | 陸士40期・ 陸大47期                  | 第3管区総監                                    | 陸上幕僚監部第5部長                                     |
| 02          | 山田正雄    | 1962年08月01日 - 1964年03月15日                            | 東京帝国大学 昭和11年卒              | 第6管区総監                                    | 陸上幕僚監部第5部長                                     |
| 03          | 田中兼五郎  | 1964年03月16日 - 1965年03月15日 ※1964年07月06日 陸将昇任   | 陸士44期・ 陸大54期                  | 陸上幕僚監部第3部長 （陸将補）                 | 陸上幕僚監部第5部長                                     |
| 04          | 大島輝之助  | 1965年03月16日 - 1968年03月13日                            | 東京帝国大学 昭和12年卒              | 武器補給処長 兼 霞ヶ浦駐とん地司令             | 陸上幕僚監部第5部長                                     |
| 05          | 衣笠駿雄    | 1968年03月14日 - 1969年06月30日 ※1968年03月16日 陸将昇任   | 陸士48期・ 陸大55期                  | 陸上幕僚監部第3部長 （陸将補）                 | 陸上幕僚副長                                            |
| 06          | 堀江正夫    | 1969年07月01日 - 1970年06月30日                            | 陸士50期・ 陸大57期                  | 東部方面総監部幕僚長 兼 市ヶ谷駐とん地司令     | 陸上幕僚監部第5部長                                     |
| 07          | 口野昌三    | 1970年07月01日 - 1972年03月15日                            | 東京帝国大学 昭和13年卒              | 陸上自衛隊関西地区補給処長 兼 宇治駐とん地司令 | 退職                                                    |
| 08          | 山次惟貞    | 1972年03月16日 - 1974年03月15日                            | 陸士51期・ 陸大59期                  | 陸上自衛隊施設学校長 兼 勝田駐とん地司令       | 退職                                                    |
| 09          | 高品武彦    | 1974年03月16日 - 1975年03月16日                            | 陸士54期                             | 陸上幕僚監部第3部長                            | 防衛大学校幹事                                          |
| 10          | 田中潔      | 1975年03月17日 - 1977年03月15日                            | 陸士55期                             | 東部方面総監部幕僚長 兼 市ヶ谷駐とん地司令     | 東北方面総監                                            |
| 11          | 松永明      | 1977年03月16日 - 1978年06月30日                            | 陸経4期                              | 武器補給処長 兼 霞ケ浦駐とん地司令             | 退職                                                    |
| 12          | 林榮一郎    | 1978年07月01日 - 1979年07月31日                            | 海兵74期                             | 陸上幕僚監部調査部長                           | 防衛大学校幹事                                          |
| 13          | 佐藤久美    | 1979年08月01日 - 1981年06月30日                            | 陸士58期                             | 東北方面総監部幕僚長 兼 仙台駐とん地司令       | 退職                                                    |
| 14          | 横地光明    | 1981年07月01日 - 1983年03月15日                            | 陸航士60期・ 東京理科大学 昭和27年卒 | 陸上幕僚監部装備部長                           | 陸上自衛隊富士学校長 兼 富士駐屯地司令                  |
| 15          | 稲森友三郎  | 1983年03月16日 - 1984年06月30日                            | 陸航士60期                           | 陸上幕僚監部教育訓練部長                       | 退職                                                    |
| 16          | 井上年弘    | 1984年07月01日 - 1986年03月16日                            | 九州大学 昭和30年卒                  | 陸上幕僚監部教育訓練部長                       | 北部方面総監                                            |
| 17          | 多田利雄    | 1986年03月17日 - 1988年03月15日                            | 大阪府立大学 昭和31年卒              | 東北方面総監部幕僚長 兼 仙台駐屯地司令         | 中部方面総監                                            |
| 18          | 深山明敏    | 1988年03月16日 - 1990年03月15日                            | 防大1期                              | 中部方面総監部幕僚長 兼 伊丹駐屯地司令         | 退職                                                    |
| 19          | 君嶋信      | 1990年03月16日 - 1991年03月15日                            | 防大3期                              | 第1特科団長 兼 北千歳駐屯地司令                | 陸上自衛隊幹部学校長                                    |
| 20          | 隈部正則    | 1991年03月16日 - 1993年06月30日                            | 防大5期                              | 北部方面総監部幕僚長 兼 札幌駐屯地司令         | 東北方面総監                                            |
| 21          | 浅井輝久    | 1993年07月01日 - 1995年03月22日                            | 防大5期                              | 陸上幕僚監部監察官                             | 退職                                                    |
| 22          | 山口賢介    | 1995年03月23日 - 1997年03月25日                            | 防大7期                              | 陸上自衛隊幹部候補生学校長 兼 前川原駐屯地司令 | 退職                                                    |
| 23          | 千田稔      | 1997年03月26日 - 1998年06月30日                            | 防大8期                              | 防衛研究所副所長                               | 退職                                                    |
| 24          | 先崎一      | 1998年07月01日 - 1999年12月09日                            | 防大12期                             | 陸上幕僚監部人事部長                           | 陸上幕僚副長                                            |
| 25          | 松川正昭    | 1999年12月10日 - 2001年03月26日                            | 防大13期                             | 北部方面総監部幕僚長 兼 札幌駐屯地司令         | 統合幕僚会議事務局長                                    |
| 26          | 小野寺平正  | 2001年03月27日 - 2002年03月21日                            | 防大11期                             | 第13旅団長                                     | 退職                                                    |
| 27          | 林直人      | 2002年03月22日 - 2003年06月30日                            | 防大15期                             | 統合幕僚会議事務局第3幕僚室長                  | 陸上幕僚副長                                            |
| 28          | 椋木功      | 2003年07月01日 - 2005年01月11日                            | 防大16期                             | 統合幕僚会議事務局第3幕僚室長                  | 情報本部長                                              |
| 29          | 五藤正美    | 2005年01月12日 - 2007年07月02日                            | 防大16期                             | 陸上自衛隊高射学校長                           | 退職                                                    |
| 30          | 関口泰一    | 2007年07月03日 - 2008年07月31日                            | 防大20期                             | 陸上幕僚監部防衛部長                           | 陸上幕僚副長                                            |
| 31          | 長谷部洋一  | 2008年08月01日 - 2009年07月20日                            | 防大20期                             | 第12旅団長                                     | 陸上自衛隊幹部学校長 兼 目黒駐屯地司令                  |
| 32          | 藤﨑護      | 2009年07月21日 - 2011年08月04日                            | 防大22期                             | 統合幕僚監部総務部長                           | 中央即応集団司令官                                      |
| 33          | 番匠幸一郎  | 2011年08月05日 - 2012年07月25日                            | 防大24期                             | 陸上幕僚監部防衛部長                           | 陸上幕僚副長                                            |
| 34          | 山下裕貴    | 2012年07月26日 - 2013年08月21日                            | 大分工業大学 昭和54年卒              | 東部方面総監部幕僚長 兼 朝霞駐屯地司令         | 陸上幕僚副長                                            |
| 35          | 鈴木純治    | 2013年08月22日 - 2014年08月04日                            | 防大26期                             | 中部方面総監部幕僚長 兼 伊丹駐屯地司令         | 陸上幕僚副長                                            |
| 36          | 小林茂      | 2014年08月05日 - 2015年08月03日                            | 防大27期                             | 第15旅団長                                     | 防衛大学校幹事                                          |
| 37          | 角南良児    | 2015年08月04日 - 2017年12月19日                            | 防大27期                             | 中部方面総監部幕僚長 兼 伊丹駐屯地司令         | 退職                                                    |
| 38          | 田中重伸    | 2017年12月20日 - 2019年08月22日                            | 防大30期                             | 西部方面総監部幕僚長 兼 健軍駐屯地司令         | 陸上自衛隊教育訓練研究本部長 兼 目黒駐屯地司令          |
| 39          | 梶原直樹    | 2019年08月23日 - 2020年08月24日                            | 防大32期                             | 統合幕僚監部防衛計画部長                       | 防衛大学校幹事                                          |
| 40          | 山根寿一    | 2020年08月25日 - 2021年12月21日                            | 防大33期                             | 第13旅団長                                     | 陸上幕僚副長                                            |
| 41          | 荒井正芳    | 2021年12月22日 - 2023年03月29日                            | 防大34期                             | 陸上幕僚監部防衛部長                           | 防衛大学校副校長                                        |
| 42          | 佐藤真      | 2023年03月30日 -                                           | 防大34期                             | 陸上自衛隊補給統制本部副本部長                 |                                                         |

## 廃止（改編）部隊
- 1994年（平成6年）3月27日廃止
  - 第45普通科連隊「45普-本」（大久保駐屯地）：
  - 第3対戦車隊「3対戦」（大津駐屯地）：
- 2006年（平成18年）3月26日廃止
  - 第3特科連隊「3特-本」（姫路駐屯地）：第3特科隊に改編。
  - 第3師団司令部付隊化学防護小隊「3師-付」（千僧駐屯地）：第3化学防護隊に改編。
- 2007年（平成19年）3月28日廃止
  - 第3化学防護隊「3化」：第3特殊武器防護隊に改編[9]。
- 2023年（令和5年）3月15日廃止
  - 第3戦車大隊「3戦-本」（今津駐屯地）：第3偵察戦闘大隊に改編。
  - 第3偵察隊「3偵」（千僧駐屯地）：第3偵察戦闘大隊に改編。
- 2024年（令和6年）3月20日廃止
  - 第3特科隊「3特-本」（姫路駐屯地）：中部方面特科連隊本部、本部中隊、情報中隊、第1特科大隊に改編。